# Madagascar ai Giochi della XVIII Olimpiade
Il Madagascar partecipò ai Giochi della XVIII Olimpiade, svoltisi a Tokyo dal 10 al 24 ottobre 1964, con una delegazione di tre atleti impegnati nell'atletica leggera. Fu la seconda partecipazione del Paese africano ai Giochi. Non fu conquistata nessuna medaglia.